# Dolmen Lletty’r Filiast
Der Dolmen Lletty’r Filiast (auch Lair oder Grave of the Greyhound Bitch oder Llandudno Burial Chamber) liegt am Fuß der Halbinsel bei Llandudno in Conwy in Wales. Llety’r Filiast ist der Rest eines neolithischen Portal Tombs an den Hängen des Great Orme über Llandudno. Als Portal Tombs werden auf den Britischen Inseln Megalithanlagen bezeichnet, bei denen zwei gleich hohe, aufrecht stehende Steine mit einem Türstein dazwischen, die Vorderseite einer Kammer bilden, die mit einem zum Teil gewaltigen Deckstein bedeckt ist. Sein Zweitname bedeutet: Der Biss der Greyhound-Hündin. 
Es wurde errichtet, bevor in den nahen Kupferminen von den Menschen der Bronzezeit gearbeitet wurde. Die Kammer ist etwa 2,1 m lang und 1,5 m hoch. Es befindet sich in den Überresten eines Cairns, der die Kammer einst bedeckt hat.
Die Megalithanlage hat in den letzten Jahrhunderten gelitten. Der Deckstein ist zerschlagen und die Tragsteine scheinen aus ihrer ursprünglichen Position verschoben zu sein.
Lletty’r Filiast ist ein Scheduled Monument.